# 漢諾威 (康乃狄克州)
漢諾威（英語：Hanover）是位於美國康乃狄克州新倫敦縣的一個歷史區。該地的面積和人口皆未知。

## 地理
漢諾威的座標為41°37′52″N 72°04′00″W / 41.63111°N 72.06667°W，而該地的平均海拔高度為2米（即7英尺）。